# Dominik Witczak (kulomiot)
Dominik Witczak (ur. 10 marca 1992) – polski lekkoatleta specjalizujący się w  pchnięciu kulą.
Nie awansował do finału mistrzostw Europy juniorów (2011). W 2013 zdobył srebrny medal podczas młodzieżowych mistrzostw Europy. 
Medalista młodzieżowych mistrzostw Polski i mistrzostw Polski juniorów (także w hali).
Rekordy życiowe: stadion – 19,63 (11 lipca 2013, Tampere); hala – 19,20 (17 lutego 2015, Łódź).

## Osiągnięcia
| Rok  | Impreza                        | Miejsce | Lokata            | Wynik |
| ---- | ------------------------------ | ------- | ----------------- | ----- |
| 2011 | Mistrzostwa Europy juniorów    | Tallinn | el. – 13. miejsce | 17,91 |
| 2013 | Młodzieżowe mistrzostwa Europy | Tampere | 2. miejsce        | 19,63 |
| 2013 | Igrzyska frankofońskie         | Nicea   | 7. miejsce        | 18,21 |